# Briefmarken-Jahrgang 1960 der Deutschen Post der DDR
Mit dem Briefmarken-Jahrgang 1960 emittierte die Deutsche Post der DDR 61 Sondermarken und einen Block, die sämtlich auf Papier mit dem Wasserzeichen Nr. 3 (DDR um Kreuzblume) gedruckt wurden und die Länderbezeichnung „Deutsche Demokratische Republik“ tragen. Für immerhin 16 Werte war ein Zuschlag zur Förderung des Sports, der Errichtung von antifaschistischen Gedenkstätten und zum Bau eines FDGB-Urlauberschiffs zu bezahlen, was eine Summe von 1,40 DM ergab.
Seit 1955 wurden bei den meisten Sonderbriefmarkensätzen in der Regel ein Wert sowie fast alle Blocks und die ab 1962 erschienenen Kleinbogenausgaben in deutlich reduzierter Auflage gedruckt. Diese sogenannten Werte in geringer Auflage waren, abgesehen von einer in der Regel auf zwei Stück pro Postkunde begrenzten Abgabe am ersten Ausgabetag und am ersten Tag nach Ablauf der Abholfrist, nur mit einem Sammlerausweis an den Postschaltern oder über einen zu beantragenden Direktbezug bei der Versandstelle der Deutschen Post in Berlin erhältlich. In diesem Markenjahr betrug die Auflagenhöhe dieser Werte 1 000 000 oder 1 100 000 Stück. Die erste einzelne geschnittene Sondermarke der DDR-Post (Mi.-Nr. 805 B) wurde in 2 Mio. und Block 7 in 2,1 Mio. Exemplaren gedruckt.
Dauermarken wurden in diesem Jahrgang nicht ausgegeben. Sie gelangten lediglich als Markenheftchen der Fünfjahrplan-Dauerserie (Heftchen-Nr. 3) im Dezember 1960 an die Schalter. Das Heftchen, dem auch postalische Hinweise zu den gültigen Portosätzen und Werbeblätter u. a. zum Zahlenlotto beigegeben waren, beinhaltete bei einem Abgabepreis von 2.- DM jeweils einmal die Heftchenblätter 7 bis 9 mit insgesamt 6 Werten zu 5 Pf., 7 Werten zu 10 Pf. und 5 zu 20 Pf. Für Sammlerzwecke wurden auch Markenheftchenbogen, die jeweils 9 Heftchenblätter umfassten und bei denen die vorhandenen Blindfelder mit roten Andreaskreuzen bedruckt wurden, abgegeben.
Die Gültigkeit fast aller Sondermarken endete am 31. März 1962, nur beim Wert zum Aufbau der Nationalen Gedenkstätte Sachsenhausen (Mi. 783 A) ein Jahr später. Die Dauermarken aus dem Markenheftchen galten – ausgenommen der 20 Pf-Wert (Mi. 580), der nur bis zum 31. Mai 1962 verwendet werden durfte – bis 31. Dezember 1962.

## Besonderheiten
Sportmotive zu den Olympischen Sommer- und Winterspielen in Rom bzw. Squaw Valley bildeten den Auftakt des Emissionsjahrs. Zu Sportthemen folgten im Mai noch eine Ausgabe zu den Radweltmeisterschaften in Leipzig und dann im September zur XIV. Schacholympiade.
Des Weiteren wurden von der DDR-Post die Jahrestage der Gründung der Dresdner Kunstsammlungen vor 400 Jahren, der Meißener Porzellanmanufaktur vor 250 Jahren und der Berliner Humboldt-Universität vor 150 Jahren sowie der Eröffnung der ersten deutschen Eisenbahnstrecke vor 125 Jahren ins Markenbild gerückt.
Der Bau des FDGB-Urlauberschiffs Fritz Heckert sollte mit vier Werten gefördert werden. Dabei ursprünglich entworfene drei Motive mit Reisezielen im Mittelmeer (u. a. Neapel) und auf der Krim  kamen nicht zur Ausgabe.
Mit der Würdigung antifaschistischer Widerstandskämpfer durch zwei Ausgaben und einem Wert zur Gedenkstätte Sachsenhausen – jeweils mit Zuschlagsmarken – wurde der Aufbau der Gedenkstätte des ehemaligen Konzentrationslagers Sachsenhausen auch finanziell unterstützt.
Der Aufbau der DDR-Wirtschaft wurde mit einer Aufdruck-Marke zur Inbetriebnahme des Rostocker Überseehafens und einem vierwertigen Satz zum „Tag des Chemiearbeiters“ gewürdigt. Schließlich gab es wiederum Ausgaben zum Tag der Briefmarke und zu den beiden Leipziger Messen.
Sicher philatelistisch motiviert – gab die DDR-Post erstmals außerhalb eines Markenblocks eine geschnittene Briefmarke (Mi. 805 B) in senkrechten Zehnerstreifen aus, die bei der Schalterabgabe durch die Postmitarbeiter mit der Schere abgeschnitten werden musste.

## Liste der Ausgaben und Motive
Legende
- Bild: Eine bearbeitete Abbildung der genannten Marke. Das Verhältnis der Größe der Briefmarken zueinander ist in diesem Artikel annähernd maßstabsgerecht dargestellt. Sollten keine Marken abgebildet sein, liegt es daran, dass das Urheberrecht des Künstlers noch nicht erloschen ist.
- Beschreibung: Eine Kurzbeschreibung des Motivs und/oder des Ausgabegrundes. Bei ausgegebenen Serien oder Blocks werden die zusammengehörigen Beschreibungen mit einer Markierung versehen eingerückt.
- Wert: Der Frankaturwert der einzelnen Marke in Pfennig. Ein „+“ bedeutet, dass es sich um eine Zuschlagsmarke handelt (= Frankaturwert + Spende).
- Ausgabedatum: Das Datum des erstmaligen Verkaufs dieser Briefmarke.
- Gültig bis: Das Datum, an dem die Gültigkeit endete.
- Auflage: Soweit bekannt, wird hier die zum Verkauf angebotene Anzahl dieser Ausgabe angegeben.
- Entwurf: Soweit bekannt, wird hier angegeben, von wem der Entwurf dieser Marke stammt.
- Mi.-Nr.: Diese Briefmarke wird im Michel-Katalog unter der entsprechenden Nummer gelistet.

### Sondermarken
| Bild                                      | Beschreibung | Wert                                      | Ausgabe- datum (1960)                     | Gültig bis                                | Auflage                                   | Entwurf                                   | Mi.-Nr. |
| ----------------------------------------- | --- | ----------------------------------------- | ----------------------------------------- | ----------------------------------------- | ----------------------------------------- | ----------------------------------------- | ------- |
|                                           | Olympische Sommer- und Winterspiele 1960 (Rom und Squaw Valley) - Boxen | 5                                         | 27. Januar                                | 31. März 1962                             | 1.100.000                                 | Oswin Volkamer                            | 746     |
|                                           | - Kurzstreckenlauf | 10                                        | 27. Januar                                | 31. März 1962                             | 8.000.000                                 | Oswin Volkamer                            | 747     |
|                                           | - Skispringen | 20                                        | 27. Januar                                | 31. März 1962                             | 8.000.000                                 | Oswin Volkamer                            | 748     |
|                                           | - Segeln | 25                                        | 27. Januar                                | 31. März 1962                             | 7.000.000                                 | Oswin Volkamer                            | 749     |
|                                           | Leipziger Frühjahrsmesse 1960 - Nordeingang der Technischen Messe (Halle 1), stilisierte Erdhalbkugel, Messezeichen „MM“ | 20                                        | 17. Februar                               | 31. März 1962                             | 8.000.000                                 | Fritz Deutschendorf                       | 750     |
|                                           | - Ringmessehaus, Hotel „International“, stilisierte Erdhalbkugel, Messezeichen „MM“ | 25                                        | 17. Februar                               | 31. März 1962                             | 4.000.000                                 | Fritz Deutschendorf                       | 751     |
|                                           | Aufbau der Nationalen Gedenkstätte Sachsenhausen: KZ-Opfer (I) - Journalist Lothar Erdmann (1888–1939) | 5+5                                       | 25. Februar                               | 31. März 1962                             | 2.500.000                                 | Rudolf Skribelka                          | 752     |
|                                           | - Lehrer, KPD-Politiker Ernst Schneller (1890–1944) | 10+5                                      | 25. Februar                               | 31. März 1962                             | 3.000.000                                 | Rudolf Skribelka                          | 753     |
|                                           | - KPD-Politiker Lambert Horn (1899–1939) | 20+10                                     | 25. Februar                               | 31. März 1962                             | 3.000.000                                 | Rudolf Skribelka                          | 754     |
|                                           | - Gustav Sandtner (1893–1944) | 25+10                                     | 5. Mai                                    | 31. März 1962                             | 3.000.000                                 | Rudolf Skribelka                          | 755     |
|                                           | - KPD-Politiker Hans Rothbarth (1904–1944) | 40+20                                     | 5. Mai                                    | 31. März 1962                             | 1.100.000                                 | Rudolf Skribelka                          | 756     |
|                                           | Einheimische Heilpflanzen - Roter Fingerhut (Digitalis purpurea) | 5                                         | 7. April                                  | 31. März 1962                             | 6.000.000                                 | Ingeborg Friebel                          | 757     |
|                                           | - Echte Kamille (Matricaria chamomilla) | 10                                        | 7. April                                  | 31. März 1962                             | 8.000.000                                 | Ingeborg Friebel                          | 758     |
|                                           | - Pfefferminze (Mentha piperita) | 15                                        | 7. April                                  | 31. März 1962                             | 5.500.000                                 | Ingeborg Friebel                          | 759     |
|                                           | - Schlafmohn (Papaver somniferum) | 20                                        | 7. April                                  | 31. März 1962                             | 7.000.000                                 | Ingeborg Friebel                          | 760     |
|                                           | - Hagebutte (Rosa canina) | 40                                        | 7. April                                  | 31. März 1962                             | 1.100.000                                 | Ingeborg Friebel                          | 761     |
|                                           | 90. Geburtstag von Wladimir Iljitsch Lenin Revolutionär und Staatsmann Wladimir Iljitsch Lenin (1870–1924) vor Fahnen | 20                                        | 22. April                                 | 31. März 1962                             | 19.000.000                                | Lothar Grünewald                          | 762     |
|                                           | Inbetriebnahme des Hochseehafens Rostock Das gleiche Motiv ohne Aufdruck wurde 1958 als Mi.-Nr. 663 ausgegeben 10.000-t-Frachtschiff vom Typ „Frieden“ am Pier                                                                                 | 10                                        | 28. April                                 | 31. März 1962                             | 6.000.000                                 | Axel Bengs                                | 763     |
|                                           | 15. Jahrestag der Befreiung vom Faschismus Soldat der Roten Armee mit befreitem Häftling eines Konzentrationslagers | 20                                        | 15. Mai                                   | 31. März 1962                             | 8.000.000                                 | Herbert Böhnke                            | 764     |
|                                           | Aufbau der Nationalen Gedenkstätte Sachsenhausen: KZ-Opfer (II) - Max Lademann (1896–1941) | 10+5                                      | 8. Juni                                   | 31. März 1962                             | 4.000.000                                 | Rudolf Skribelka                          | 765     |
|                                           | - SPD-Politiker Lorenz Breunig (1882–1945) | 15+5                                      | 8. Juni                                   | 31. März 1962                             | 4.000.000                                 | Rudolf Skribelka                          | 766     |
|                                           | - KPD-Politiker Mathias Thesen (1891–1944) | 20+10                                     | 8. Juni                                   | 31. März 1962                             | 1.100.000                                 | Rudolf Skribelka                          | 767     |
|                                           | Stapellauf des FDGB-Urlauberschiffs MS „Fritz Heckert“ - Modell und Skizze des FDGB-Urlauberschiffs MS „Fritz Heckert“, Emblem des V. Parteitages der SED                                                                                      | 5                                         | 23. Juni                                  | 31. März 1962                             | 5.000.000                                 | Harry Prieß                               | 768     |
|                                           | - MS „Fritz Heckert“ auf der Helling in Wismar | 10+5                                      | 23. Juni                                  | 31. März 1962                             | 3.000.000                                 | Harry Prieß                               | 769     |
|                                           | - FDGB-Urlauberschiff Fritz Heckert vor Stubbenkammer, Abzeichen des FDGB | 20+10                                     | 23. Juni                                  | 31. März 1962                             | 5.500.000                                 | Harry Prieß                               | 770     |
|                                           | - FDGB-Urlauberschiff Fritz Heckert vor Leningrad (Sankt Petersburg, Peter-und-Paul-Festung und Museumsschiff Aurora) | 25                                        | 23. Juni                                  | 31. März 1962                             | 1.100.000                                 | Harry Prieß                               | 771     |
|                                           | Lenin- und Thälmann-Denkmäler - Lenin-Denkmal in Eisleben | 10                                        | 2. Juli                                   | 31. März 1962                             | 4.000.000                                 | Engelbert Schoner                         | 772     |
|                                           | - Ernst-Thälmann-Denkmal in Puschkin (Sowjetunion) | 20                                        | 2. Juli                                   | 31. März 1962                             | 6.000.000                                 | Engelbert Schoner                         | 773     |
|                                           | 250 Jahre Meißner Porzellanmanufaktur - Maskentänzer (Entwurf: Paul Scheurich (1933)) | 5                                         | 28. Juli                                  | 31. März 1962                             | 7.000.000                                 | Johannes Widmann                          | 774     |
|                                           | - Teller mit Meißner Schwertern und Jahreszahlen „1710–1960“ | 10                                        | 28. Juli                                  | 31. März 1962                             | 7.000.000                                 | Johannes Widmann                          | 775     |
|                                           | - Fischotter (Entwurf: Max Esser von 1926 noch in Böttgersteinzeug) | 15                                        | 28. Juli                                  | 31. März 1962                             | 1.100.000                                 | Johannes Widmann                          | 776     |
|                                           | - Töpfer (Entwurf: Johann Joachim Kändler) | 20                                        | 28. Juli                                  | 31. März 1962                             | 7.000.000                                 | Johannes Widmann                          | 777     |
|                                           | - Kaffeekanne (Zwiebelmuster) | 25                                        | 28. Juli                                  | 31. März 1962                             | 6.000.000                                 | Johannes Widmann                          | 778     |
|                                           | Radweltmeisterschaften 1960 in Leipzig, Karl-Marx-Stadt, Hohenstein-Ernstthal - Radrennfahrer im Weltmeister-Trikot | 20+10                                     | 14. März                                  | 31. März 1962                             | 4.000.000                                 | Engelbert Schoner                         | 779     |
|                                           | - Bahnradfahrer | 25+10                                     | 14. März                                  | 31. März 1962                             | 1.100.000                                 | Engelbert Schoner                         | 780     |
|                                           | Leipziger Herbstmesse 1960 - Neuerbautes Leipziger Opernhaus, Messezeichen „MM“ | 20                                        | 29. August                                | 31. März 1962                             | 6.000.000                                 | Fritz Deutschendorf                       | 781     |
|                                           | - Pkw Wartburg 311, Zelt mit Campingausrüstung, Segelboot, Messezeichen „MM“ | 25                                        | 29. August                                | 31. März 1962                             | 4.000.000                                 | Fritz Deutschendorf, Hanna Leitner        | 782     |
|                                           | Aufbau der Nationalen Gedenkstätte Sachsenhausen: Mahnmal (III) Diese Marke wurde auch 1961 mit einem anhängenden Zierfeld in einer Auflage von 3.000.000 Stück ausgegeben (Mi.-Nr. 783 B). Mahnmal der Nationalen Gedenkstätte Sachsenhausen: | 20+10                                     | 8. September                              | 31. März 1963                             | 3.000.000                                 | Rudolf Skribelka                          | 783 A   |
|                                           | Tod des DDR-Staatspräsidenten Wilhelm Pieck (1876–1960) Diese Marke wurde auch in einem geschnittenen Briefmarkenblock in einer Auflage von 2.100.000 Stück ausgegeben (Mi.-Nr. 784 B). Porträt des DDR-Staatspräsidenten Wilhelm Pieck        | 20                                        | 10. September                             | 31. März 1962                             | 8.000.000                                 | Axel Bengs                                | 784 A   |
| Die Michelnummer 785 wurde nicht vergeben | Die Michelnummer 785 wurde nicht vergeben | Die Michelnummer 785 wurde nicht vergeben | Die Michelnummer 785 wurde nicht vergeben | Die Michelnummer 785 wurde nicht vergeben | Die Michelnummer 785 wurde nicht vergeben | Die Michelnummer 785 wurde nicht vergeben | 785     |
|                                           | XIV. Schacholympiade Leipzig - Turm vor stilisiertem Schachbrett und zwei stilisierten Erdhalbkugeln | 10+5                                      | 19. September                             | 31. März 1962                             | 4.000.000                                 | Heinrich Ilgenfritz                       | 786     |
|                                           | - Springer vor stilisiertem Schachbrett und zwei stilisierten Erdhalbkugeln | 20+10                                     | 19. September                             | 31. März 1962                             | 4.000.000                                 | Heinrich Ilgenfritz                       | 787     |
|                                           | - Läufer vor stilisiertem Schachbrett und zwei stilisierten Erdhalbkugeln | 25+10                                     | 19. September                             | 31. März 1962                             | 1.100.000                                 | Heinrich Ilgenfritz                       | 788     |
|                                           | Tag der Briefmarke - Moderne Postkraftwagen (Robur Garant und Transporter) | 20                                        | 6. Oktober                                | 31. März 1962                             | 8.000.000                                 | Axel Bengs                                | 789     |
|                                           | - Bahnpostwagen (19. Jahrhundert) | 25                                        | 6. Oktober                                | 31. März 1962                             | 1.100.000                                 | Axel Bengs                                | 790     |
|                                           | 400 Jahre Dresdner Kunstsammlungen - Schaumünze (1518) mit Kopfbild des Malers Hans Burgkmair (1473–1531) | 20                                        | 20. Oktober                               | 31. März 1962                             | 4.000.000                                 | Oswin Volkamer                            | 791     |
|                                           | - Kupferstich „Das tanzende Bauernpaar“ von Albrecht Dürer (1471–1528) | 25                                        | 20. Oktober                               | 31. März 1962                             | 1.100.000                                 | Oswin Volkamer                            | 792     |
|                                           | 200. Geburtstag von Neidhardt von Gneisenau - Brustbild des preußischen Heerführers Neidhardt von Gneisenaus in Uniform | 20                                        | 27. Oktober                               | 31. März 1962                             | 5.000.000                                 | Peterpaul Weiß                            | 793     |
|                                           | - Brustbild des preußischen Heerführers Neidhardt von Gneisenaus in Uniform | 25                                        | 27. Oktober                               | 31. März 1962                             | 1.100.000                                 | Peterpaul Weiß                            | 794     |
|                                           | 150 Jahre Humboldt-Universität zu Berlin, 250 Jahre Charité, Berlin - Pathologe, Medizinhistoriker, Politiker Rudolf Virchow | 5                                         | 4. November                               | 31. März 1962                             | 6.000.000                                 | Engelbert Schoner                         | 795     |
|                                           | - Bakteriologe Robert Koch | 10                                        | 4. November                               | 31. März 1962                             | 8.000.000                                 | Engelbert Schoner                         | 796     |
|                                           | - Hauptgebäude der Humboldt-Universität zu Berlin, Denkmale der Brüder Wilhelm und Alexander von Humboldt | 20                                        | 4. November                               | 31. März 1962                             | 8.000.000                                 | Engelbert Schoner                         | 797     |
|                                           | - Vorderseite der Festplakette (Kopfbilder der Brüder W. und A. von Humboldt) | 25                                        | 4. November                               | 31. März 1962                             | 11.000.000                                | Engelbert Schoner                         | 798     |
|                                           | - Psychiater und Internist Wilhelm Griesinger | 40                                        | 4. November                               | 31. März 1962                             | 1.100.000                                 | Engelbert Schoner                         | 799     |
|                                           | Tag des Chemiearbeiters - Chemiker mit wissenschaftlicher Formel, Destillationskolonne | 5                                         | 10. November                              | 31. März 1962                             | 4.000.000                                 | Gerhard Stauf                             | 800     |
|                                           | - Chemiearbeiter, Düngemittel, Destillationskolonne | 10                                        | 10. November                              | 31. März 1962                             | 5.000.000                                 | Gerhard Stauf                             | 801     |
|                                           | - Chemiearbeiterin, Pkw Trabant 500, Destillationskolonne | 20                                        | 10. November                              | 31. März 1962                             | 5.000.000                                 | Gerhard Stauf                             | 802     |
|                                           | - Laborantin, Kleid aus Kunstfasergewebe, Destillationskolonne | 25                                        | 10. November                              | 31. März 1962                             | 1.000.000                                 | Gerhard Stauf                             | 803     |
|                                           | 125. Jahre Deutsche Eisenbahnen - Doppelstock-Gliederzug „Expreß junger Sozialisten“ und Signalbrücke | 10                                        | 5. Dezember                               | 31. März 1962                             | 22.000.000                                | Dietrich Dorfstecher                      | 804     |
|                                           | - Neuer Bahnhof Sassnitz Hafen, Eisenbahnfähre Sassnitz Bogenausgabe (gezähnt) | 20                                        | 5. Dezember                               | 31. März 1962                             | 6.000.000                                 | Dietrich Dorfstecher                      | 805 A   |
|                                           | - Neuer Bahnhof Sassnitz Hafen, Eisenbahnfähre „Sassnitz“ geschnittene Ausgabe in Zehnerstreifen | 20 (geschnitten)                          | 5. Dezember                               | 31. März 1962                             | 2.000.000                                 | Dietrich Dorfstecher                      | 805 B   |
|                                           | - Diesellokomotive V 180 (BR 118) mit Doppelstock-Gliederzug, erste deutsche Dampflokomotive „Adler“ | 25                                        | 5. Dezember                               | 31. März 1962                             | 1.000.000                                 | Dietrich Dorfstecher                      | 806     |

### Zusammendrucke
150 Jahre Humboldt-Universität zu Berlin, 250 Jahre Charité, Berlin

### Markenheftchen Nr. 3 (Fünfjahrplan-Dauerserie)

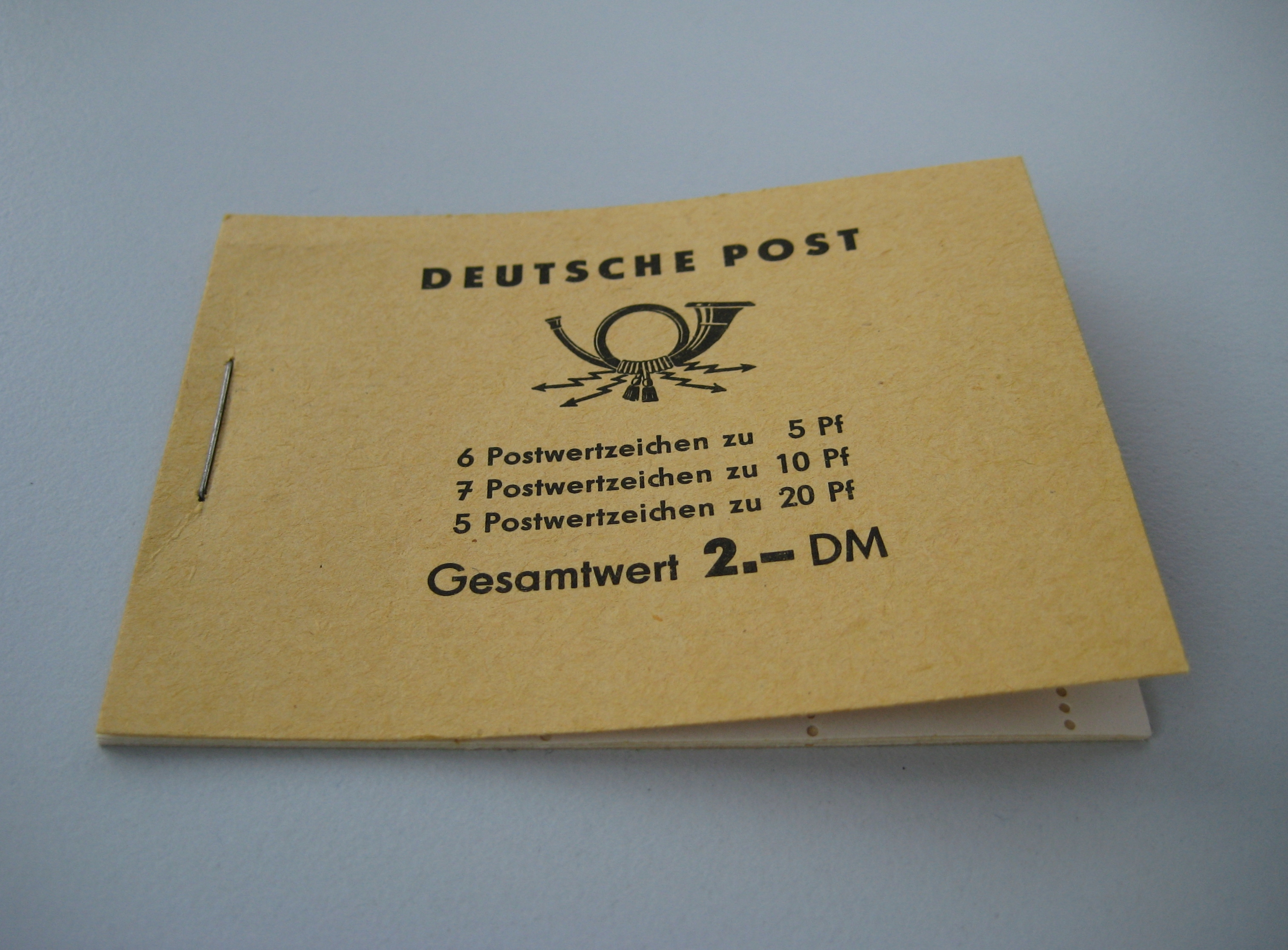
Heftchenvorderdeckel
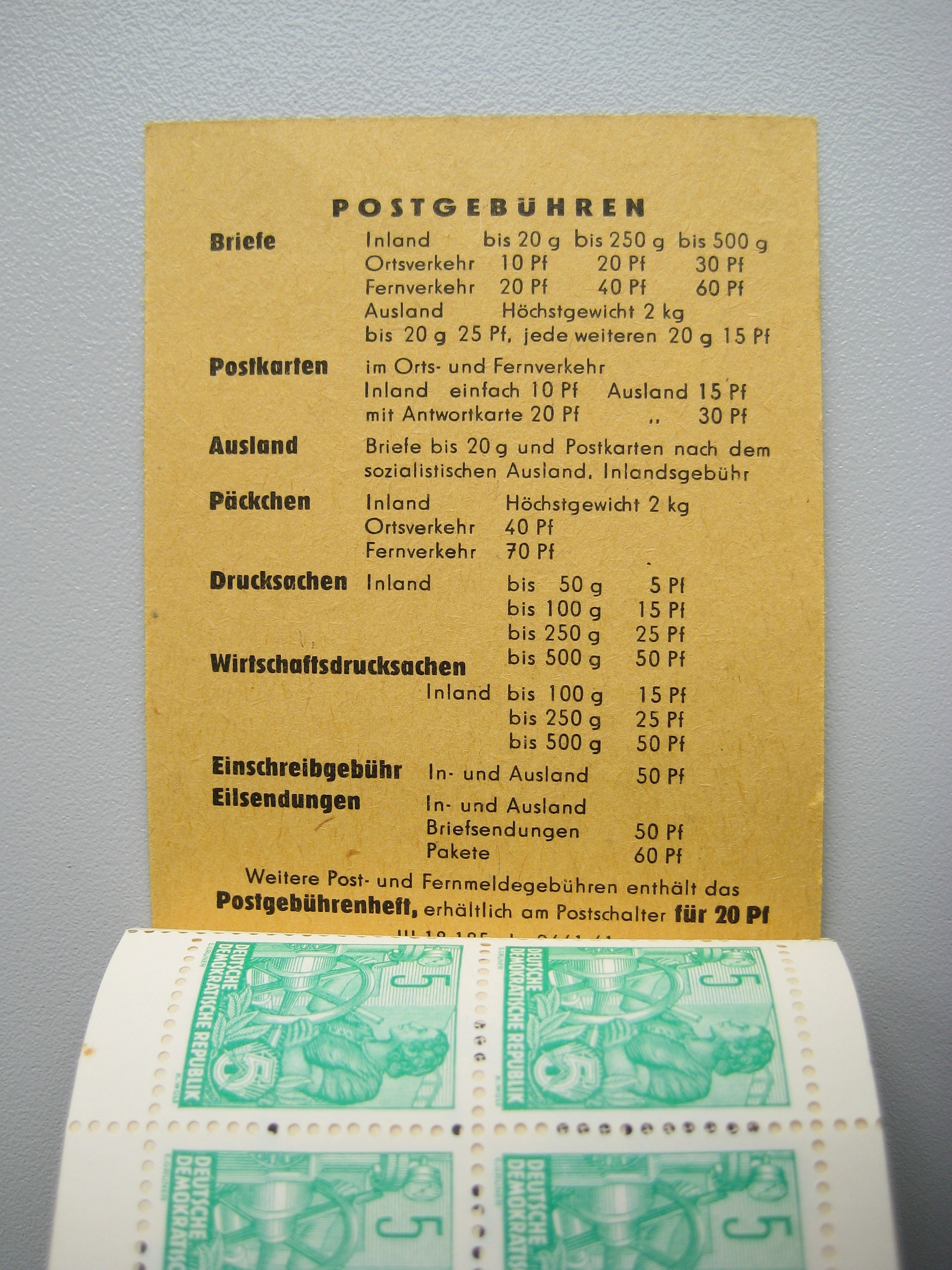
Heftcheninnendeckel mit Portohinweisen
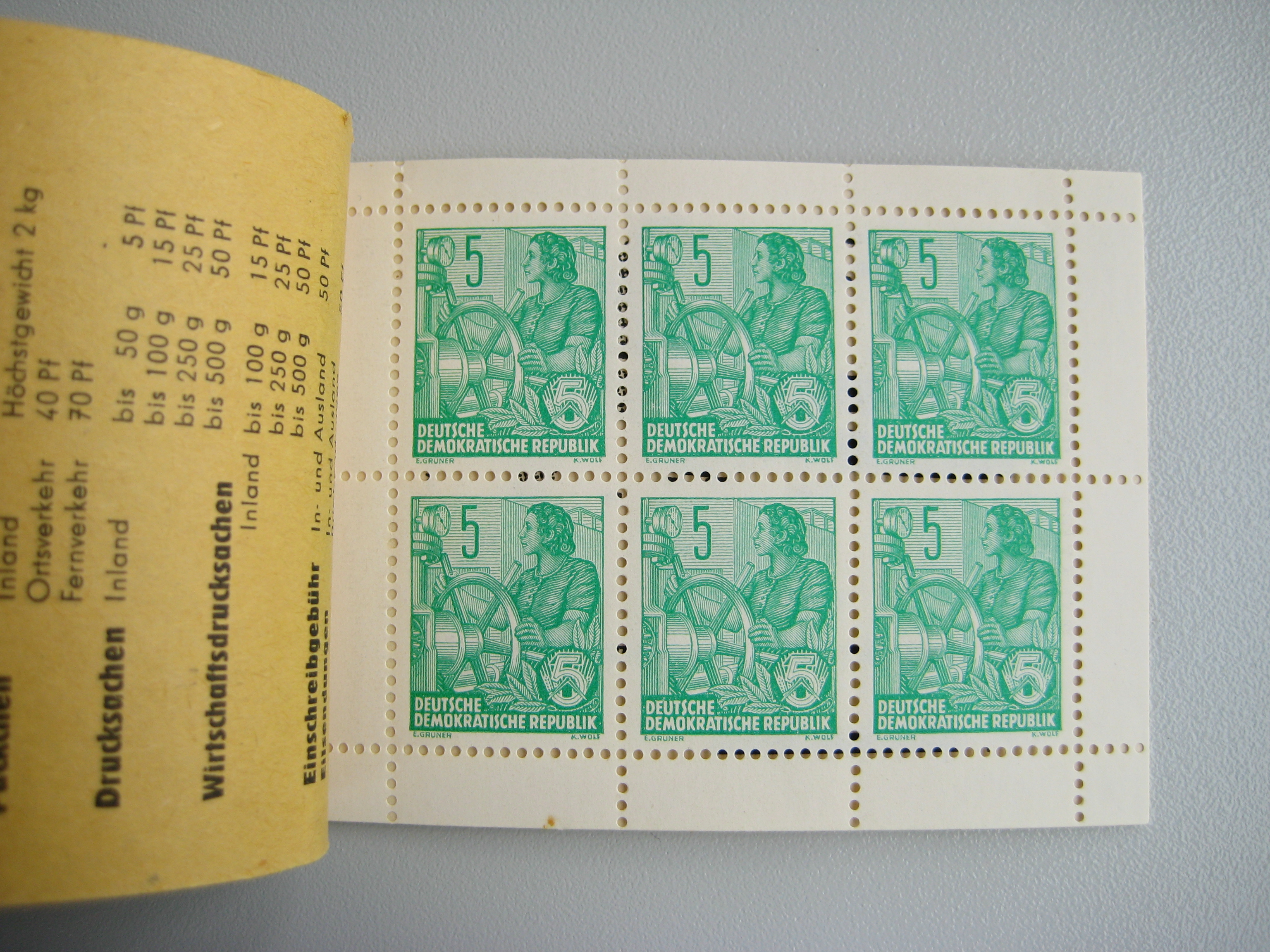
H-Blatt 7 mit 5-Pf-Werten
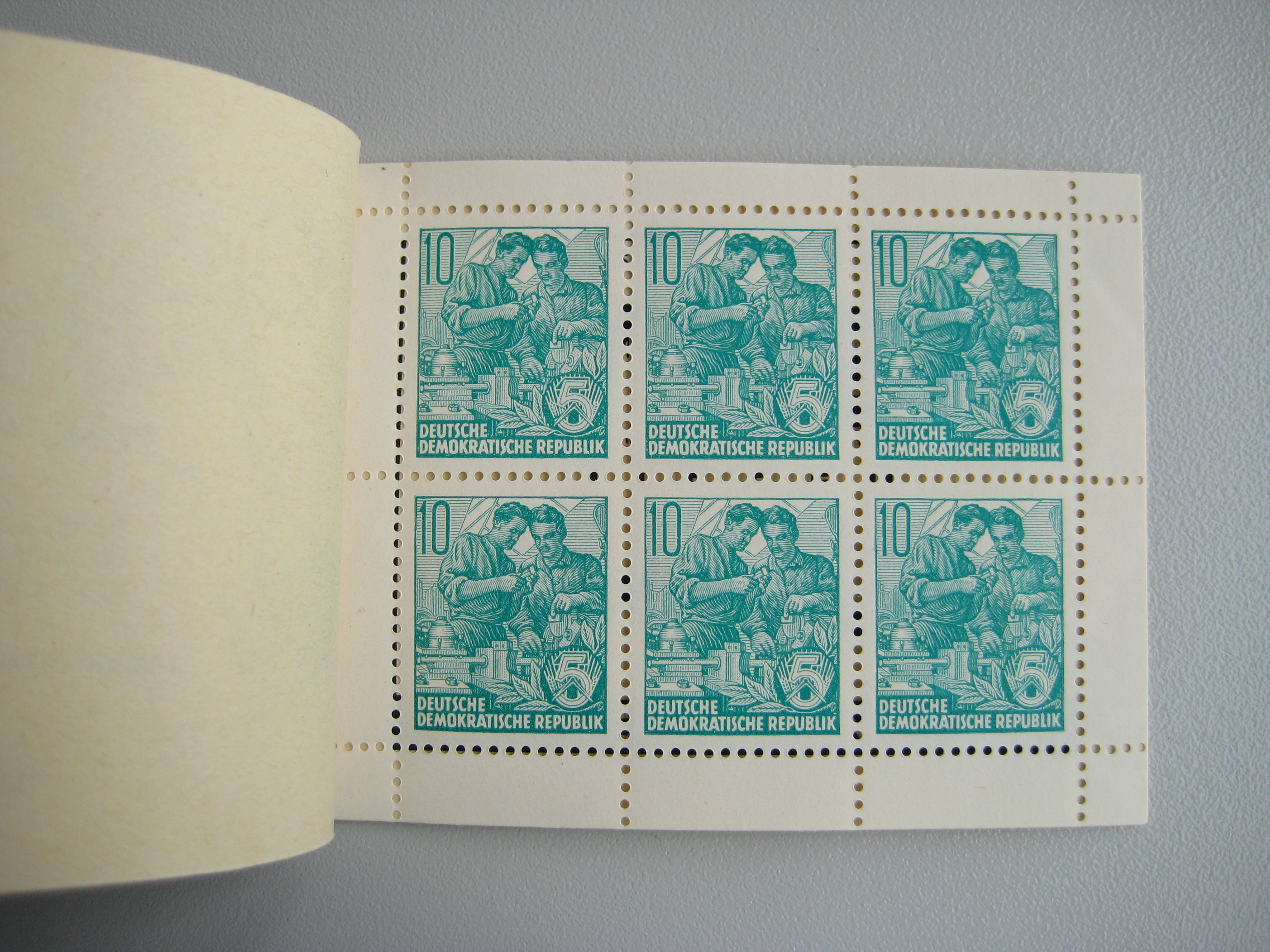
H-Blatt 8 mit 10-Pf-Werten
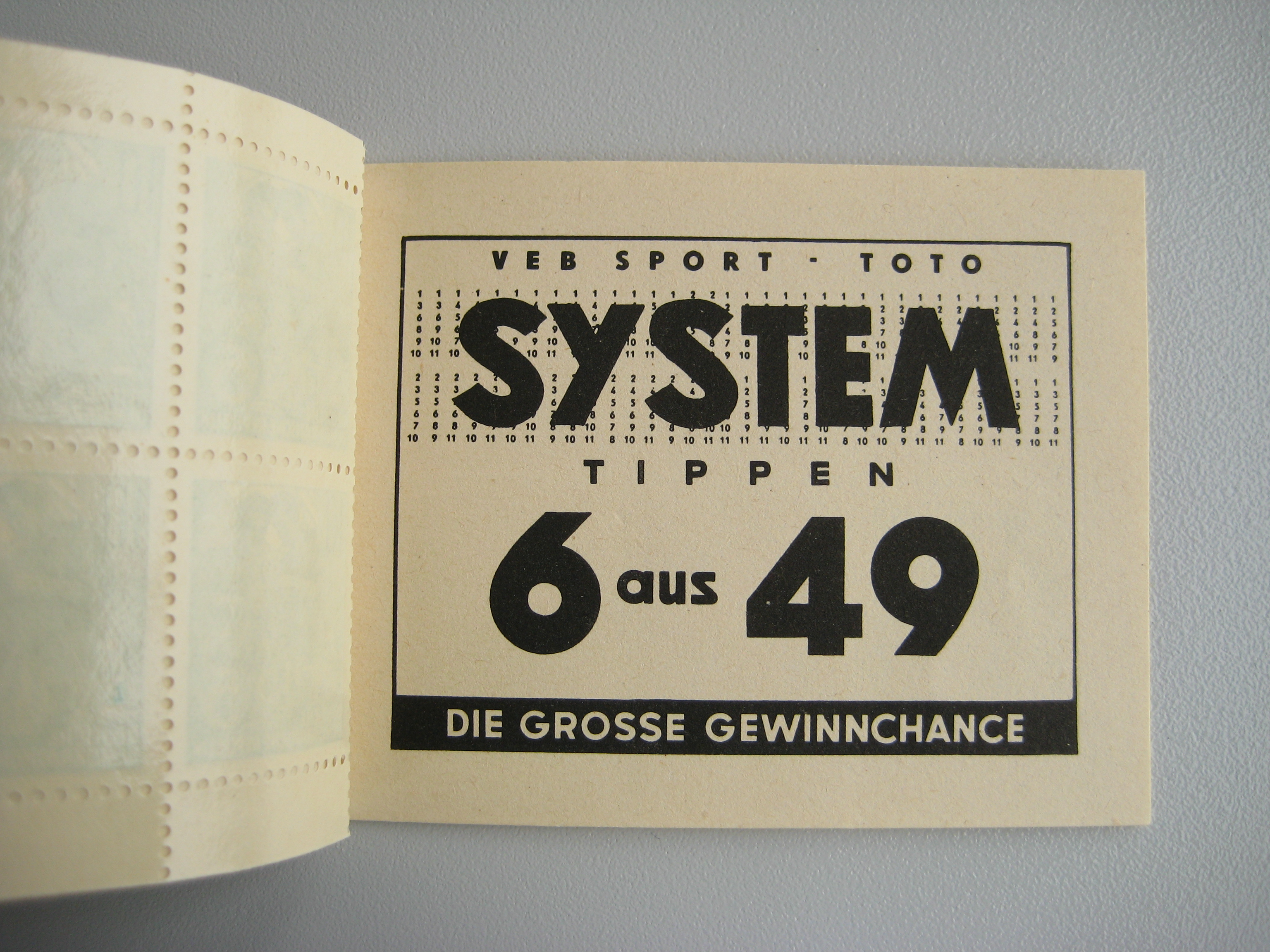
Werbezwischenblatt
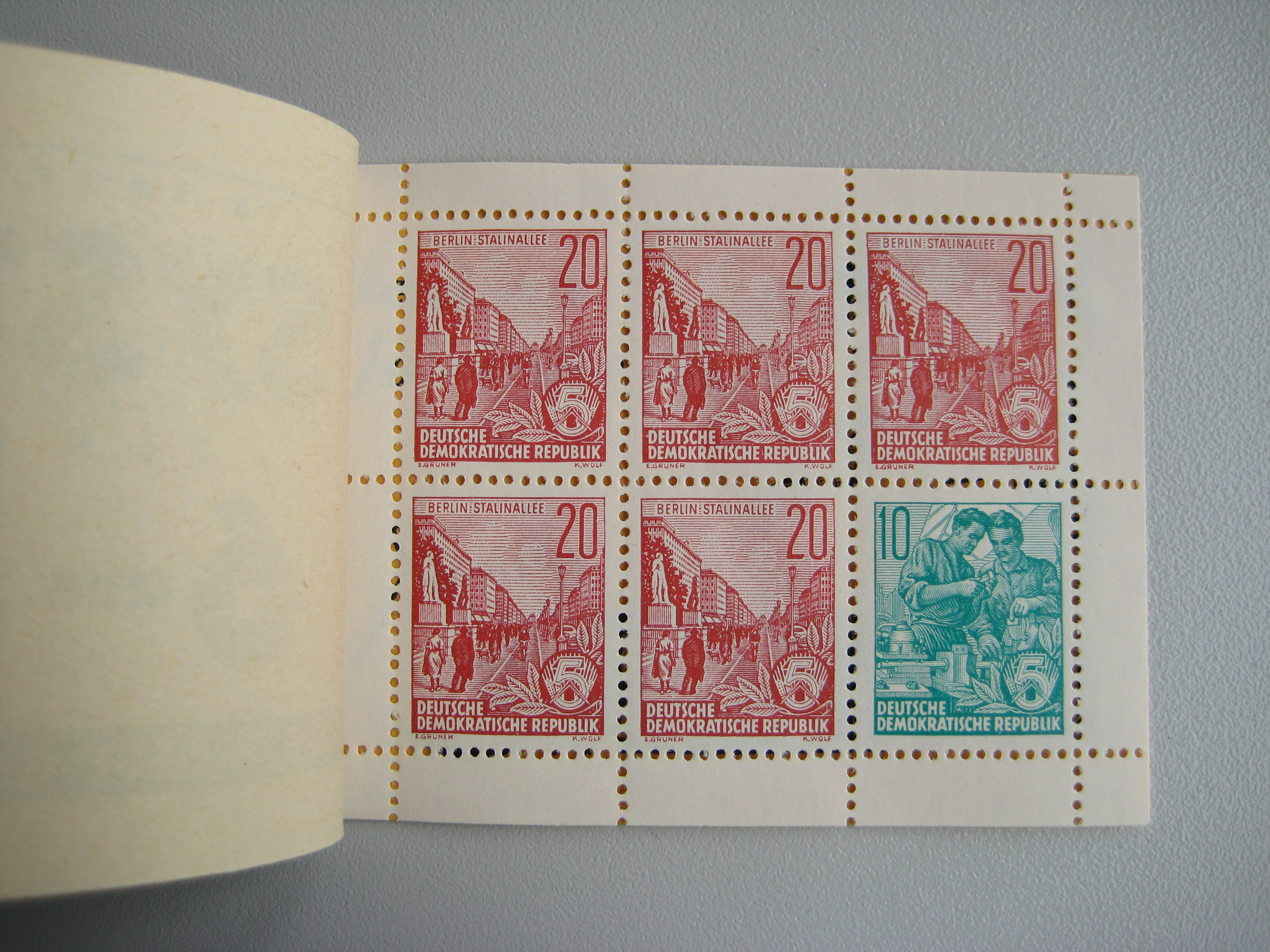
H-Blatt 9 mit 10- und 20-Pf-Werten